# Бактериопланктон
Бактериопланктон — бактериальный компонент планктона. Название происходит от древнегреческого слова πλανκτος (planktos), означающего «странник» или «бродяга», и латинского термина bacterium. Бактериопланктон встречается как в морской так и в пресной воде. По размерам примыкает к нанопланктону.
Бактериопланктон занимает целый ряд экологических ниш и важен для поддержания жизни на Земле. Многие организмы, входящие в его состав, автотрофны и получают энергию в результате фотосинтеза или хемосинтеза. Они выступают продуцентами и играют существенную роль в кругообороте углерода и азота. Фотосинтезирующий бактериопланктон часто классифицируется как пикофитопланктон и включает основные группы цианобактерий; к его характерным представителям относятся Prochlorococcus и Synechococcus. Гетеротрофные виды бактериопланктона являются сапротрофами и получают энергию, потребляя органический материал, вырабатываемый другими организмами (как растворённые в воде вещества, так и взвешенный в ней детрит). Бактериопланктон играет важную роль в азотфиксации, нитрификации, денитрификации, реминерализации и метаногенезе в глобальных масштабах.
Количество бактериопланктона зависит от факторов среды, таких как температура, наличие питательных веществ и наличие потребляющих его организмов. Как и на другой мелкий планктон, на бактериопланктон охотится зоопланктон (обычно простейшие); кроме того, его количество ограничивают бактериофаги.

## Основные группы

### Фотосинтезирующий бактериопланктон
Фотосинтезирующий бактериопланктон ответственен за большую долю общего первичного производства водных пищевых сетей, поставляя органические соединения на более высокий трофический уровень. Эти бактерии проходят оксигенный и аноксигенный фотосинтез. Различия между этими процессами можно увидеть в полученных побочных продуктах, первичном доноре электронов и пигментах для сбора света, используемых для захвата энергии.

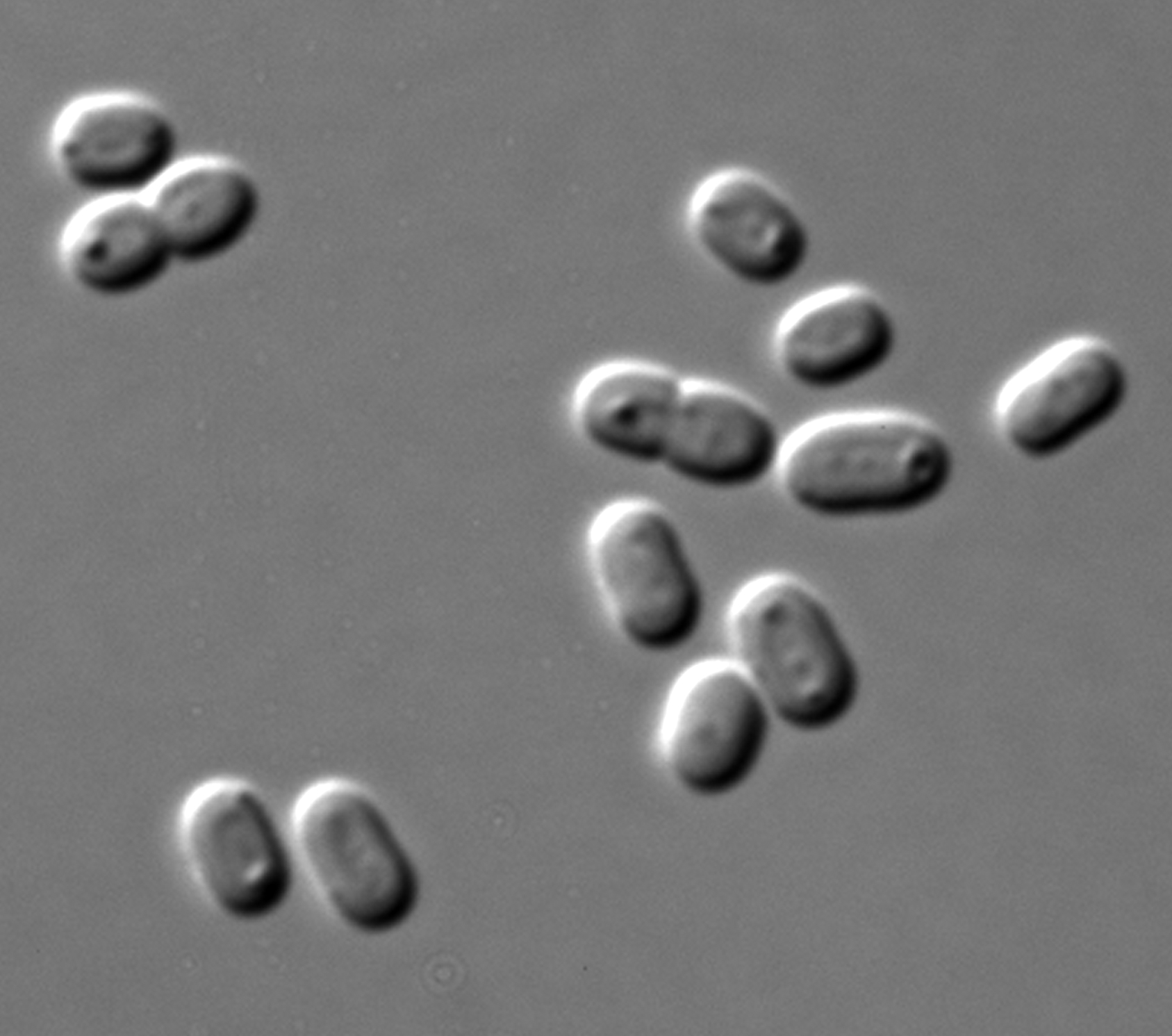
Электронно-микроскопическое изображение цианобактерии Synechococcus

Цианобактерии представляют собой большую группу фотосинтетического бактериопланктона, часто растущего в виде клеток или в нитчатых колониях. Эти организмы являются доминирующей группой бактериопланктона, использующей кислородный фотосинтез в водных экосистемах. Цианобактерии, наряду с фотосинтетическими эукариотами, ответственны примерно за половину общего мирового первичного производства, что делает их ключевыми игроками в пищевой сети. Они используют фотосинтез для выработки энергии в форме органических соединений и производства кислорода в качестве побочного продукта. Основные светоотдающие пигменты включают хлорофиллы, фикоэтерины, фикоцианины и каротиноиды. Большинство цианобактерий, обнаруженных в морской среде, представлено родами Synechococcus и Prochlorococcus. Synechococcus является космополитом, о котором сообщалось в умеренных и тропических водах. Prochlorococcus очень маленький по размеру и встречается в основном в эвфотической зоне тропических вод. Факторы, включая свет, питательные вещества и температуру, могут привести к размножению цианобактерий и образованию вредных цветений. Цветение цианобактерий может вызвать гипоксию и продуцировать высокий уровень токсинов, воздействуя на другие водные организмы, а также вызывая болезни у людей.
Некоторые цианобактерии способны к азотфиксации. Род Anabaena использует специализированные клетки, называемые гетероцистами, для физического разделения азотфиксации и фотосинтеза. Trichodesmium является примером цианобактерий, способных связывать азот по альтернативному пути фотосинтеза.
Другие компоненты фотосинтезирующего бактериопланктона, в том числе пурпурные и зелёные бактерии, проводят аноксигенный фотосинтез в анаэробных условиях. Синтезированные в этих организмах пигменты чувствительны к кислороду. В пурпурных бактериях основными пигментами являются бактериохлорофилл A и B и каротиноиды. Зелёные бактерии имеют различные светоотдающие пигменты, состоящие из бактериохлорофилла C, D и E. Эти организмы не производят кислород в процессе фотосинтеза и не используют воду в качестве восстановителя. Многие из этих организмов используют серу, водород или другие соединения в качестве источника энергии для стимулирования фотосинтеза. Бо́льшая часть этого бактериопланктона находится в бескислородных водах, в том числе в застойных и гиперсолевых средах.

### Гетеротрофный бактериопланктон
Гетеротрофный бактериопланктон зависит от доступной концентрации растворённого органического вещества в толще воды. Обычно эти организмы являются сапрофитными, поглощая питательные вещества из окружающей среды. Эти гетеротрофы также играют ключевую роль в микробной петле и реминерализации органических соединений, таких как углерод и азот. Pelagibacterales, также известные как представители альфапротеобактерий, являются наиболее распространённым бактериопланктоном в океанах. Члены этой группы находятся в водах с низкой доступностью питательных веществ и охотятся на протистов.

## Биогеохимический цикл

### Углерод
Атмосферный углерод улавливается в океане тремя основными условными «насосами», которые известны уже 30 лет: насосом растворимости, карбонатным насосом и биологическим углеродным насосом (BCP). Биологический угольный насос представляет собой вертикальный трансмиссионный насос, приводимый в действие главным образом погружением частиц, богатых органическими веществами. Бактериальный фитопланктон вблизи поверхности включает атмосферный CO2 и другие питательные вещества в свою биомассу во время фотосинтеза. Во время своей смерти этот фитопланктон вместе с включённым в них углеродом опускаются на дно океана, где углерод остаётся в течение тысячелетий. Другое биологически опосредованное поглощение углерода в океане происходит через микробный насос. Микробный насос отвечает за производство старого растворённого органического углерода (DOC), возраст которого > 100 лет. Планктон в океане неспособен разрушить этот непокорный DOC, и поэтому он остаётся в океанах в течение тысяч лет без возможности дыхания. Два насоса работают одновременно, и баланс между ними варьируется в зависимости от наличия питательных веществ. В целом, океаны действуют как поглотитель атмосферного CO2, но также выделяют некоторое количество углерода обратно в атмосферу. Это происходит, когда бактериопланктон и другие организмы в океане потребляют органическое вещество и дышат CO2, а также в результате равновесия растворимости между океаном и атмосферой.

### Азот

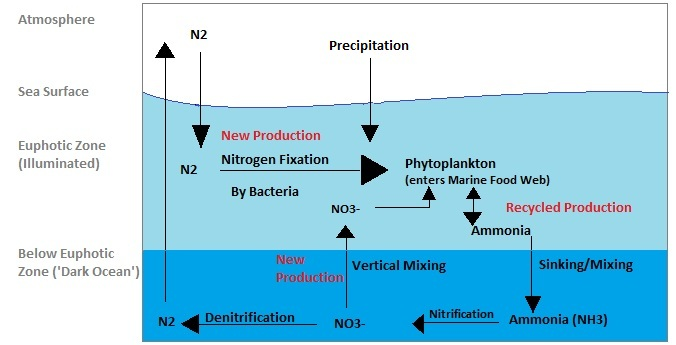
Схема, показывающая круговорот азота в океане.

Азотный цикл в океанах косвенно определяется микроорганизмами, многие из которых являются бактериями, которые выполняют множественные преобразования, такие как: фиксация азота, денитрификация, ассимиляция и анаэробное окисление аммиака (анаммокс). Существует много различных стратегий метаболизма азота, используемых бактериопланктоном. Начиная с молекулярного азота в атмосфере (N2), который фиксируется дизатрофами, такими как Trichodesmium в используемые формы, например как аммиак (NH4). Затем этот аммиак может быть преобразован в органическое вещество, он также может быть нитрифицироваться к NO3 для производства энергии с помощью нитрифицирующих бактерий. Наконец, использование NO3 или NO2 в качестве концевых акцепторов электронов восстанавливает азот обратно в N2, который затем выпускается обратно в атмосферу, замыкая цикл. Другим важным процессом, участвующим в регенерации атмосферного N2, является анаммокс. Анаммокс, процесс, в котором аммиак объединяется с нитритом для производства двухатомного азота и воды, может составлять 30—50 % производства N2 в океане.

### Растворённый органический углерод
Растворённое органическое вещество (DOM) доступно во многих формах в океане и отвечает за поддержку роста бактерий и микроорганизмов в океане. Два основных источника этого растворённого органического вещества: разложение организмов с более высоким трофическим уровнем, таких как растения и рыбы, и, во-вторых, DOM в стоках, которые проходят через почву с высоким содержанием органического материала. Возраст и качество DOM важны для его использования микробами. Бо́льшая часть DOM в океанах является тугоплавкой или полулабильной и недоступна для биоразложения. Как уже упоминалось выше, микробный насос отвечает за выработку тугоплавкого DOM, который недоступен для биоразложения и остаётся растворённым в океанах в течение тысяч лет. Оборот лабильного органического материала DOM довольно высок из-за дефицита, это важно для поддержки множественных трофических уровней в сообществе микробов. Поглощение и дыхание DOM гетеротрофами замыкает цикл, продуцируя CO2.

## Трофические взаимодействия
Изменения в численности бактериопланктона обычно являются результатом изменений температуры, выпаса зоопланктона и наличия субстрата. Обилие и продуктивность бактерий постоянно связаны с обилием и продуктивностью водорослей, а также с органическим углеродом. Кроме того, фосфор непосредственно влияет на численность как водорослей, так и бактерий, и, в свою очередь, водоросли и бактерии напрямую влияют на численность друг друга.

### Морская среда
В морской пелагической среде гетеротрофные нанофлагелляты являются наиболее вероятными потребителями бактериальных клеточных существ. Культивируемые флагелляты в лабораторных экспериментах демонстрируют, что они адаптированы к хищничеству на частицах размером с бактерию и встречаются в концентрациях для контроля бактериальной биомассы. В эвтрофном лимане, особенно летом, были обнаружены сильные колебания числа бактерий и флагеллятов. Амплитуда этих колебаний увеличивается в ответ на искусственную эвтрофикацию неорганическими питательными веществами и уменьшается в ответ на хищничество. Избыток субстрата может привести к увеличению биомассы флагеллят, увеличению выпаса на бактериопланктоне и, следовательно, к снижению общей биомассы бактерий. Хищничество инфузорий аналогично хищничеству флагеллят на бактериях.
При сезонном использовании ингибиторов прокариот наблюдается положительная взаимосвязь между численностью бактерий и частотой выпаса гетеротрофных нанопланктонов, и только 40-45 % продукции бактериопланктона потребляется фаготрофными простейшими. Кроме того, эксперименты по ингибированию эукариот показывают, что выпас простейших оказывает положительное влияние на выработку бактериопланктона, что позволяет предположить, что регенерация азота простейшими может иметь большое значение для роста бактерий. Ингибиторы эукариот не оказались полезными для определения скорости выпаса простейших на бактериопланктоне, однако они могут помочь понять механизмы контроля в микробной пищевой сети.

## Экологическое значение

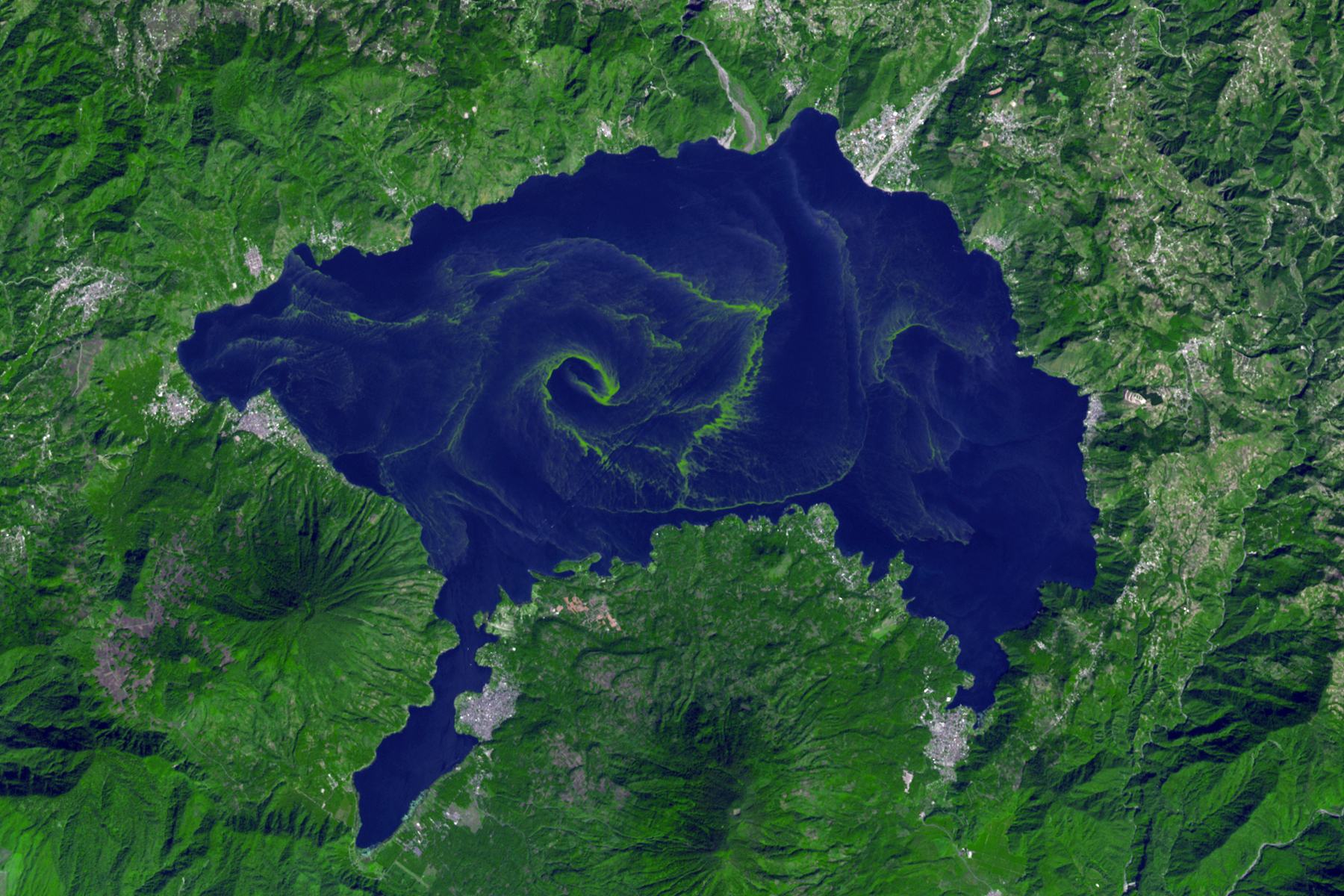
Большое вредоносное цветение цианобактерий, более известное как сине-зелёные водоросли, распространилось по озеру в виде зелёных нитей, которые отчётливо видны на этом изображении с имитацией естественного цвета.

Бактериопланктон, такой как цианобактерии, может вызывать токсичные цветения в эвтрофных озёрах, которые могут привести к гибели многих организмов, включая рыб, птиц, крупного рогатого скота, домашних животные и людей. Вредные эффекты этих цветений могут варьироваться от порока сердца у рыб до ограничения размножения веслоногих ракообразных.
Высокие температуры, вызванные сезонностью, усиливают стратификацию и предотвращают вертикальное турбулентное перемешивание, что усиливает конкуренцию за свет, который способствует появлению цианобактерий. Более высокие температуры также снижают вязкость воды, что обеспечивает более высокую скорость течений, что также способствует плавучести цианобактерий. Эти виды также очень конкурентоспособны благодаря способности создавать поверхностное покрытие, предотвращающее попадание света на более глубокие виды планктона.
Оценки численности и плотности бактериопланктона могут быть получены различными методами, включая прямые подсчёты, проточную цитометрию и выводы, сделанные на основании предпринятых метаболических мер.
Кроме того, как обсуждалось в разделе о биогеохимическом цикле, планктон отвечает за рециркуляцию и перемещение основных питательных веществ (то есть азота / углерода / ДОМ), которые являются важными строительными блоками для многих организмов, сосуществующих с бактериопланктоном в этих экосистемах. Эти переработанные питательные вещества могут быть повторно использованы первичными производителями, что повышает эффективность биологической пищевой сети и минимизирует энергетические потери.